# Gaetano Lorefice
Gaetano Lorefice (Gela, ...) è un paroliere italiano.

## Biografia
Nasce a Gela, in Sicilia, dove frequenta gli studi di Ragioneria. La passione per la musica e la composizione lo portano a scrivere canzoni su musiche di musicisti locali. Negli anni settanta è il paroliere di quasi tutti i gruppi musicali della zona tra cui i Rebus e i Punto e virgola che incidono canzoni che hanno un ottimo successo locale: Donna rebus ed Eloisa scritte su musica del maestro Ragona, Voltare pagina scritta su musica del maestro Rocco Mammano diventano una pietra miliare nel panorama musicale gelese.
Sempre negli anni settanta incontra il compositore Carlo Gitana con cui scrive canzoni che si impongono in tutti i concorsi canori locali dell'epoca. Nei primi anni ottanta, con la canzone Xaviera cantata dallo stesso Gitana e prodotta da Rosario Bella (fratello dei più famosi Gianni e Marcella), edita da Le Ciminiere, partecipa al Festival della Canzone Siciliana curato e presentato da Pippo Baudo ottenendo un ottimo successo.
L'anno successivo partecipa alla successiva edizione del Festival della canzone siciliana con la canzone Sipario cantata da Rocco Mammano. La canzone vince meritandosi i complimenti del presentatore Pippo Baudo e di Don Backy presente tra i giurati.
A metà degli anni ottanta incontra Enzo Miceli col quale inizia una collaborazione artistica che lo porterà oltre i confini della Sicilia fino ad approdare al Festival di Sanremo.
Scrive i testi del primo album dello stesso Miceli che pur non ottenendo grande successo di vendita, ottiene un ampio consenso di critica soprattutto grazie alla canzone Eduardo dedicata al grande artista napoletano Eduardo de Filippo.
Seguono le canzoni Cuore nero e Iena cantata da Valentino, che partecipa al Festivalbar. La canzone arriva al 25º posto nella Hit Parade Italiana di quell'anno.
L'anno successivo scrive Volo incisa da Iva Zanicchi, che diventa la sigla di chiusura del programma televisivo Ok, il prezzo è giusto! .
Scriverà anche la sigla finale dell'edizione successiva dello stesso programma Bellamore, che è incisa dalla stessa Iva Zanicchi. Entrambe le canzoni saranno incluse nell'album Nefertari.
Nel 1987 partecipa per la prima volta al festival di Sanremo con la canzone Ma che bella storia cantata da Teodosio (Teo) Losito che non arriva neanche in finale e viene ricordata solo perché legata a Teodosio Losito che diventerà produttore e sceneggiatore di varie fiction targate Mediaset.
Nel 1991 partecipa al Festival di Sanremo con la canzone La donna di Ibsen il cui testo è ispirato ad un testo teatrale del drammaturgo norvegese Henrik Ibsen, cantata da Irene Fargo e si classifica al 2º posto nella categoria "Nuove proposte". Il 45 giri, che fa da traino all'album contenente dieci canzoni firmate Lorefice-Miceli, (inciso l'anno precedente ed opportunamente ristampato) conosce un successo inconsueto per un partecipante alle nuove proposte che non avesse vinto, sfiorando l'ingresso nella Top Ten.
Della stessa cantante, a fine anno viene pubblicato il singolo Ugo... domani mi sposo, scritto sempre in coppia con Enzo Miceli, che ha un discreto riscontro commerciale ed oggi è una rarità tra i collezionisti, essendo rimasto inedito su album, nella sua versione originale, mentre un remix è presente nel secondo 33 giri.
Nel 1992 partecipa per la terza volta al Festival di Sanremo con la canzone Come una Turandot (questa volta l'omaggio è alla celebre opera di Puccini), cantata dalla stessa Irene Fargo e si classifica ancora al 2º posto nella categoria Nuove proposte.
Il secondo album, pubblicato alla fine della rassegna, si intitola La voce magica della luna, contenente solo canzoni scritte dal duo Gaetano Lorefice ed Enzo Miceli (è presente anche Grazia di Michele, coautrice della canzone Il Professore), otterrà un discreto riscontro commerciale.
Nello stesso anno partecipa al Cantagiro con la canzone Sabbia d'Africa cantata da Irene Fargo e ottiene il terzo posto.
Nel 1993 esce Se non mi vuoi scritta in collaborazione con Francesco Palmieri, diventato uno degli autori preferiti oltre che stretto collaboratore di Renato Zero, e cantata da un giovanissimo Beppe Dettori, diventato la voce dei Tazenda dopo la prematura scomparsa di Andrea Parodi.
Nello stesso anno una cantante Islandese incide la versione locale de Le ragazze al mare, che arriverà al primo posto nella Hit Parade dell'Islanda.
Dal 2007 è impegnato in un progetto mirato a valorizzare artisti e cantanti della Sicilia: il Festival del Golfo, di cui ha assunto la direzione artistica e che, nel giro di pochi anni, si è imposto come una delle più importanti manifestazioni canore del meridione.

## Dischi pubblicati

### 45 giri
- Donna Rebus/Eloisa - I Rebus
- Voltare pagina – Punto e virgola
- Xaviera – Carlo Gitana
- Sipario – Rocco Mammano
- 1989: Dialoghi/Meccanismi (Carosello) - Irene Fargo
- 1990: Le ragazze al mare (Carosello) - Irene Fargo
- 1991: La donna di Ibsen/Nannarella (Carosello) - Irene Fargo
- 1991: Ugo remix/Ugo...domani mi sposo (Carosello) - Irene Fargo
- 1992: Come una Turandot (Carosello) - Irene Fargo
- 1992: Sabbia d'Africa/Lui parla di te (Carosello) - Irene Fargo
- 1993: Se non mi vuoi (Ricordi) – Beppe (Bianco) Dettori
- Volo - Iva Zanicchi
- Bellamore – Iva Zanicchi
- Ma che bella storia – Teo Losito

### 45 giri esteri
- 1992 Arena de Africa/Mio disperato amore (Carosello) - Irene Fargo

Pubblicato in Spagna
Mix
- 1991: Ugo remix (Carosello) - Irene Fargo
- 1992: Sabbia d'Africa remix (Carosello) - Irene Fargo

### CD singoli
- 1991: Ugo (Carosello) - Irene Fargo

### 33 giri
- 1990: Irene Fargo (Carosello) - Irene Fargo
- 1991: Irene Fargo (Carosello) - Irene Fargo
- 1992: La voce magica della luna (Carosello) - Irene Fargo

### CD
- 1990: Irene Fargo (Carosello) - Irene Fargo
- 1991: Irene Fargo (Carosello) - Irene Fargo
- 1992: La voce magica della luna (Carosello)

### CD pubblicati all'estero
- 1993: Arena de Africa (BCN records/Divucsa) - Irene Fargo

## Collaborazioni
Rocco Mammano, Crocifisso Ragona, Carlo Gitana, Enzo Miceli, Grazia Di Michele, Giuseppe Palmieri, Iva Zanicchi, Irene Fargo, Valentino, Beppe Dettori, Teodosio Losito.